# チャーマ・ラージャ2世
チャーマ・ラージャ2世（Chama Raja II, 1463年 - 1513年）は、南インドのカルナータカ地方、マイソール王国の君主（在位：1478年 - 1513年）。

## 生涯
1478年、父ティンマ・ラージャ1世が死亡したことにより、チャーマ・ラージャ2世が王位を継承した。
主家であるヴィジャヤナガル王国では混乱が絶えず、1486年にサールヴァ・ナラシンハ・デーヴァ・ラーヤが王に推挙され、サンガマ朝からサールヴァ朝に王朝が交代した。
だが、1505年にはサールヴァ朝からトゥルヴァ朝に交代し、簒奪したヴィーラ・ナラシンハ・ラーヤも1509年に死亡し、その弟のクリシュナ・デーヴァ・ラーヤがヴィジャヤナガル王となった。
1513年、チャーマ・ラージャ2世は死亡し、息子のチャーマ・ラージャ3世が王位を継承した。